# Alona monacantha
Alona monacantha är en kräftdjursart som beskrevs av Sars 1901. Alona monacantha ingår i släktet Alona och familjen Chydoridae. Inga underarter finns listade i Catalogue of Life.